# Vebjørn Hoff
Vebjørn Hoff, né le 13 février 1996 à Ålesund en Norvège, est un footballeur norvégien qui évolue au poste de milieu central au Lillestrøm SK.

## Biographie

### Aalesunds FK
Natif de Ålesund en Norvège, Vebjørn Hoff est formé par le club de sa ville natale, l'Aalesunds FK. Il joue son premier match en professionnel le 6 juillet 2014, lors d'un match de championnat face au Stabæk Fotball. Il entre en jeu à la place d'Henrik Bjørdal lors de cette rencontre remportée par son équipe sur le score de deux buts à zéro. 

### Odds BK
Le 29 mars 2018 Vebjørn Hoff signe en faveur de l'Odds BK. Il joue son premier match pour son nouveau club lors de la première journée de la saison 2018, en étant titularisé contre le Rosenborg BK (1-1).

### Rosenborg BK
Le 15 mars 2021, Vebjørn Hoff s'engage avec le Rosenborg BK pour un contrat courant jusqu'en 2024,. Il joue son premier match sous ses nouvelles couleurs le 9 mai 2021, lors de la première journée de la saison 2021 du championnat de Norvège face au Vålerenga Fotball. Titulaire ce jour-là, il se fait remarquer en délivrant une passe décisive pour Kristoffer Zachariassen, permettant à son équipe d'égaliser (1-1 score final). Alors qu'il est titularisé lors des seize premiers matchs de la saison 2021, Vebjørn Hoff se blesse sérieusement en août 2021. Victime d'une rupture du tendon d'Achille lors d'un entraînement, il est absent pour de longs mois et sa saison est dès lors terminée.

### Prêt à Odds
Le 8 août 2022, Vebjørn Hoff est prêté jusqu'à la fin de la saison à son ancien club, l'Odds BK.

### Lillestrøm SK
En manque de temps de jeu à Rosenborg depuis sa blessure, Vebjørn Hoff décide de quitter définitivement le club, et en mars 2023 il rejoint le Lillestrøm SK avec lequel il signe un contrat de trois ans, soit jusqu'en décembre 2025.

### En équipe nationale
Avec l'équipe de Norvège des moins de 18 ans, Vebjørn Hoff joue un total de cinq matchs, tous en 2014.
Le 24 mars 2017 Vebjørn Hoff fête sa première sélection avec l'équipe de Norvège espoirs, face au Portugal. Il entre en jeu à la place de Iver Fossum et son équipe s'incline par trois buts à un ce jour-là.